# Opération Barkhane
Opération Barkhane war eine von Frankreich geführte Militäroperation zur Bekämpfung des transnationalen, islamistischen Terrorismus, die im August 2014 in der afrikanischen Sahelzone begann.
Die Operation hatte im Jahr 2020 eine Mannstärke von 4.500 Soldaten.
Das Operationsgebiet umfasste Burkina Faso, Tschad, Mali, Mauretanien und Niger.
Die Operation war in den beteiligten Staaten teilweise umstritten.
Im Juni 2021 beendete Frankreich die Operation. Die Länder in der Sahelzone wurden weiterhin in der Terrorismusbekämpfung unterstützt, dies erfolgte im Anschluss durch die multinationale Task Force Takuba.

## Ziel
Die Opération Barkhane sollte „der französische Eckpfeiler der Terrorbekämpfung in der Sahelzone sein.“ Gemäß Frankreichs Verteidigungsminister Jean-Yves Le Drian soll die Operation verhindern, dass die überregionalen Transitrouten in der Sahel-Zone ein Rückzugsort des globalen Dschihadismus werden, auf denen Terroristen ungehindert zwischen Libyen und dem Atlantischen Ozean operieren können. Die Aktivitäten des Militärs richten sich demgemäß gegen islamistische Extremisten in Mali, Tschad und dem Niger, und finden grenzüberschreitend statt.
Operationsgebiet sind Burkina Faso, Tschad, Mali, Mauretanien und Niger, die gemeinsam die Regionalorganisation „G5 Sahel“ bilden. Die Operation war nach der Sicheldüne (Barchan) benannt, die in der Wüste Sahara vorzufinden ist.

## Hintergrund
2012 erklärten laizistische Tuareg-Milizen den Norden Malis für unabhängig. Dies löste einen Militärputsch in Mali aus, dem eine schwere Staatskrise folgte. Dieses Vakuum nutzten islamistische Gruppen, die in der Region schon länger operierten. Sie überrannten die Tuareg-Miliz und übernahmen ihrerseits die Kontrolle in Nord-Mali. Sie marschierten Anfang 2013 nach Süden, auf die Hauptstadt Bamako zu. Am 11. Januar 2013 schickte Frankreich Soldaten und militärisches Fluggerät auf Bitten der malischen Regierung in das westafrikanische Land. Das französische Militär stoppte mit dieser Opération Serval weitgehend den Vormarsch der Islamistischen Milizen und blieb im Land. Wenig später entschieden die Vereinten Nationen, die malische Regierung bei der Stabilisierung des Landes zu unterstützen. Sie konzipierten die UN-Mission MINUSMA mit einer Mannstärke von rund 10.000 Soldaten, darunter bis zu 1.100 Bundeswehrsoldaten. Zudem sind bis zu 300 deutsche Soldaten Teil einer Ausbildungsmission der Europäischen Union, EUTM Mali. Die Europäer wollten erreichen, dass die Malischen Streitkräfte das Land in absehbarer Zeit selbst verteidigen können.
Barkhane ist der Nachfolger der Opération Serval, der französischen Militärintervention in Mali, und der Opération Épervier, der Mission im Tschad.

## Beteiligte Streitkräfte
Frankreich

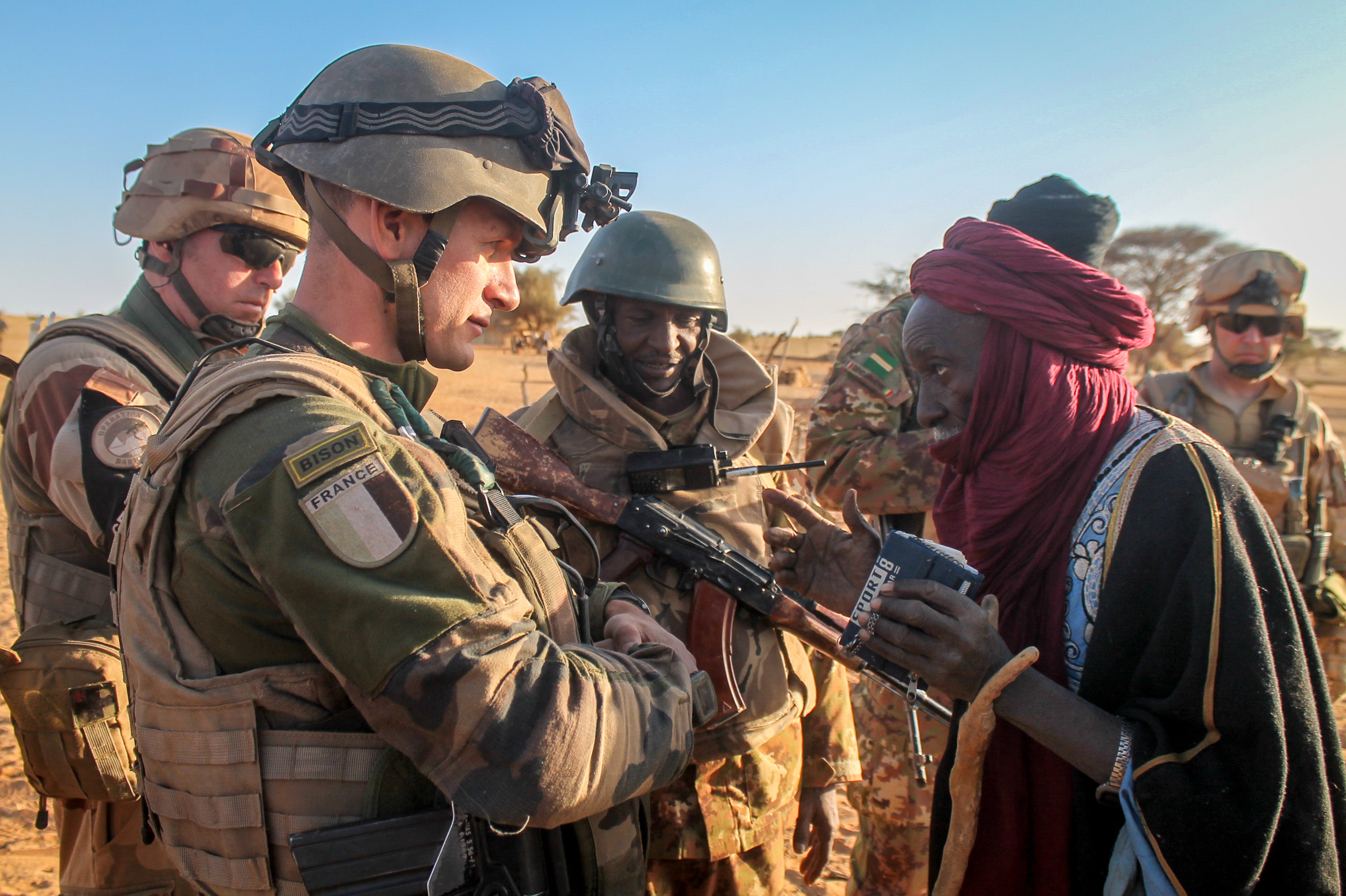
Französische Soldaten im Gespräch mit Einheimischen im Süden Malis

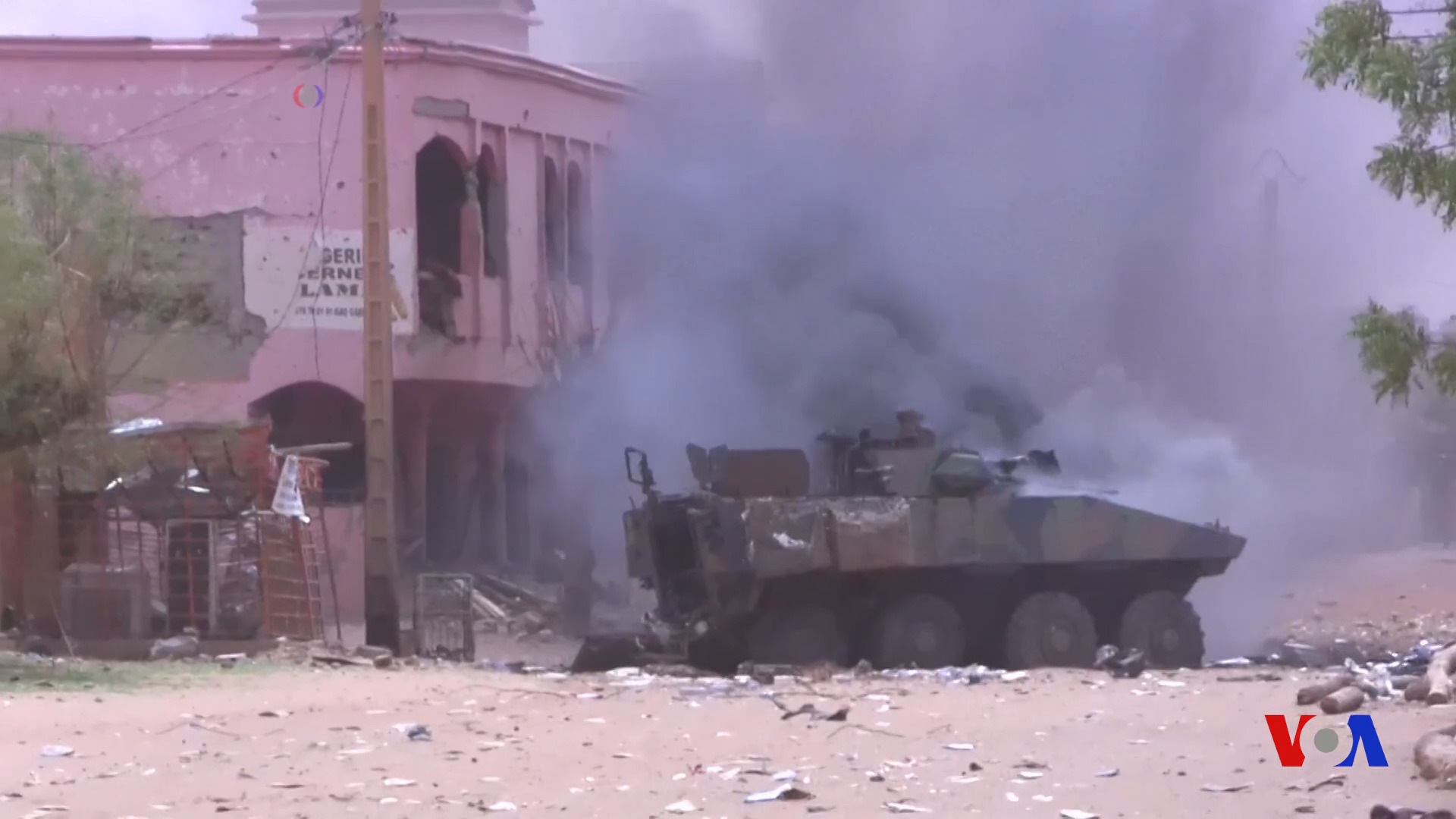
Zerstörter VBCI in Gao

Frankreich stellt eine 3000 Mann starke Truppe zur Aufstandsbekämpfung. Davon sind 1000 Soldaten in Mali eingesetzt. Weitere 1200 Soldaten operieren in der Region des Tschad-See und etwa 800 Soldaten sind auf Standorte im Niger, der Elfenbeinküste und Burkina Faso verteilt. Neben konventionellen Streitkräften des Heeres und der Luftwaffe setzt Frankreich auch Spezialkräfte ein.
Die französischen Soldaten werden im Zuge der »Barkhane«-Operation meist für drei bis vier Monate nach Mali entsendet. Viele von ihnen sind laut einem Bericht jung und unerfahren.
Die Opération Barkhane wird insbesondere durch die UN-Mission MINUSMA und die Gemeinsame Truppe der G5 Sahel ergänzt.
Daneben bestand in Mali mit der EUTM Mali noch eine Ausbildungsmission der Europäischen Union, sowie die MISAHEL der Afrikanischen Union.

## Verlauf
Operationsbeginn war der 1. August 2014. Französische Kräfte hatten Anfang November 2014 ihren ersten Gefallenen zu beklagen. Am 12. April 2016 fielen drei französische Soldaten, als ihr Fahrzeug nördlich der Stadt Tessalit auf eine Mine fuhr.
Am 15. März 2017 nahmen französische Truppen acht Jihadisten in der Wüste nördlich von Timbuktu gefangen. Am 5. April 2017 fiel ein französischer Soldat in der Nähe der malischen Stadt Hombori in einem Feuergefecht, nachdem ein Fahrzeug seiner Einheit durch einen Sprengkörper zerstört wurde.
Ende April 2017 führten französische Einheiten eine Operation im Grenzgebiet zwischen Mali und Burkina Faso aus, infolgedessen 20 Aufständische getötet worden.
Nach dem Zusammenschluss verschiedener Extremistengruppen zu der Dschamāʿat Nusrat al-Islām wa-l-Muslimīn stellt diese nun eine wesentliche Bedrohung und damit einhergehend ein wesentliches Ziel der Operation dar.
Am 5. Juni 2020 gab Frankreichs Verteidigungsministerin Florence Parly bekannt, Antiterror-Kräfte der französischen Armee hätten am 3. Juni im Norden von Mali mit Unterstützung lokaler Partner den Anführer der al-Qaida im Maghreb, Abdelmalek Droukdel, sowie einige seiner engsten Verbündeten getötet.
Zum ersten Mal setzte die französische Luftwaffe bewaffnete Drohnen bei der Opération Barkhane ein. Vom französischen Luftwaffenstützpunkt Niamey im Niger führte sie zunächst ab Dezember 2019 drei Versuchsmissionen durch, bei denen gelenkte Bomben erfolgreich von französischen MQ-9 Reaper eingesetzt wurden. Ende Dezember 2019 tötete die Luftwaffe mehrere Islamisten in der Region Mopti im Zentrum Malis mittels Lenkwaffen von ihren MQ-9 Drohnen aus.
Anfang 2020, als die anti-französische Stimmung in Mali zunahm, forderte Präsidenten Emmanuel Macron von den beteiligten afrikanischen Staaten eine klare Haltung, ob der französische Einsatz angefordert und gewollt sei.
Die Sicherheitslage in den beteiligten Ländern war Anfang 2020 schlechter als je zuvor. Der UN-Sondergesandte für West-Afrika und den Sahel, Mohamed Ibn Chambas sagte: „West-Afrika ist in den vergangenen Monaten in einem bisher ungekannten Ausmaß von terroristischer Gewalt erschüttert worden. ... Die unablässigen Angriffe auf zivile und militärische Ziele haben das Vertrauen der Bevölkerung erschüttert.“ Im Juni 2020 wurde der Anführer der al-Qaida im Maghreb, Abdelmalek Droukdel, im Rahmen der Opération Barkhane getötet.
Von 2014 bis 2021 hatten die französischen Streitkräfte nach eigenen Angaben 18 000 malische Soldaten ausgebildet.
Nachdem im Juni 2021 zum zweiten Mal innerhalb eines Jahres sowohl das Staatsoberhaupt von Mali als auch der Premierminister von Mali durch das malische Militär abgesetzt wurden, kündigte Emmanuel Macron an, die gemeinsamen Militäreinsätze mit den malischen Streitkräften auszusetzen. Frankreich forderte die Afrikanische Union und die westafrikanische Wirtschaftsgemeinschaft dazu auf, für eine zivile Führung des Landes zu sorgen. Im selben Monat kündigte Macron das Ende des französischen Militäreinsatzes in seiner bisherigen Form an und beschloss dutzende Militärbasen in der Sahelzone zu schließen. Macron betonte, er wolle die Truppenstärke auf wenige hundert Spezialkräfte reduzieren. Die Spezialkräfte sollen in der von elf europäischen Ländern gebildeten Task Force Takuba den Antiterrorkampf weiterführen. Laut Macron sei es „nicht die Rolle Frankreichs, einen militärischen Kampfeinsatz in einem Land fortzusetzen, dessen Verantwortliche selbst nicht zur Stabilisierung beitrügen“. Laut einem Bericht war die französische Regierung gegen den Plan des designierten malischen Premierministers Choguel Maiga, in Verhandlungen mit Islamisten und anderen bewaffneten Milizen zu gehen.
In Burkina Faso, Mali, Mauretanien, Niger und Tschad etablierte sich der Islamische Staat mit der Eigenbezeichnung Islamischer Staat in der größeren Sahara (ISGS) [Name übersetzt]. Im September 2021 gab der französische Präsident Emmanuel Macron die Tötung des ISGS-Anführers Adnan Abu Walid al-Sahrawi bekannt.

## Grundsätzliche Kritik am Einsatz und Menschenrechtsverletzungen

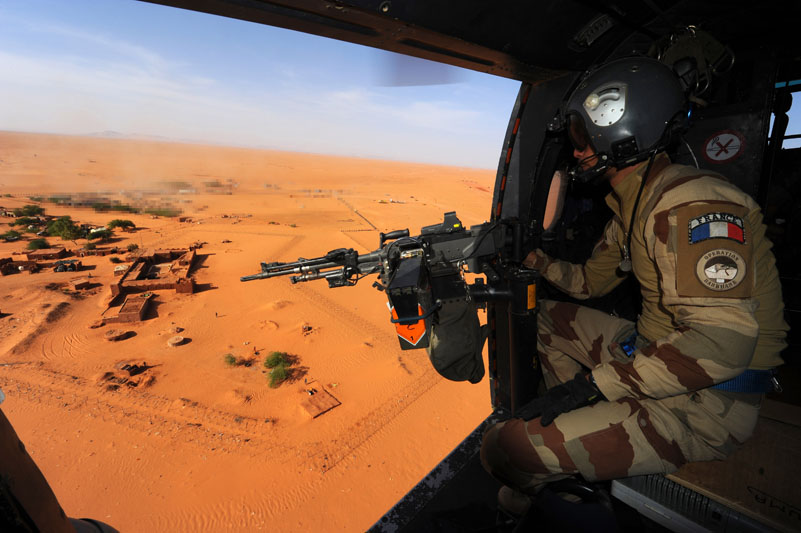
Ein französischer Militärhubschrauber bei der Militärsiedlung Madama

Die Bevölkerung Malis sah den dauerhaften Einsatz von Soldaten der ehemaligen Kolonialmacht Frankreich in ihrem Land kritisch und forderte einen Abzug. Die malische Bewegung „Wati Sera“ („Es ist Zeit“), glaubte, Frankreich betreibe unter dem Vorwand des Kampfes gegen Terror und Gewalt Machtpolitik und wolle ihren Zugang zu Rohstoffen sichern. Diese gelte zum Beispiel zur Sicherung der französischen Unternehmen, die den Uranbergbau im Niger dominieren.
Auch in Frankreich war der Einsatz umstritten, bei dem bis 2020 insgesamt 38 französische Soldaten in Gefechten und bei Unfällen starben.
Die UN bewertete die Mission Anfang 2020 als nicht erfolgreich. Der UN-Sondergesandte Mohamed Ibn Chambas analysierte die Situation 2020 wie folgt: „Terrorismus, Organisierte Kriminalität und ethnische Gewalt sind häufig miteinander verbunden. Das gilt besonders für abgelegene Regionen, in denen die Staaten wenig präsent sind.“
Im Mai 2020 erschossen französische Soldaten einen Motorradfahrer in einem Dorf in Zentralmali, den sie fälschlicherweise für einen Selbstmordattentäter hielten. Frankreich zahlte Geld an die Hinterbliebenen und versuchte den Vorfall geheim zu halten.
Nach einem französischen Luftangriff auf eine Hochzeit im Dorf Bounti am 3. Januar 2021 starben 22 Menschen. Daraufhin kam es in Bamako Demonstrationen gegen die französischen Streitkräfte. Die französische Regierung erklärte, es habe „keine Kollateralschäden“ gegeben, und sprach von Falschinformationen. Nach Angaben von Überlebenden waren keine Dschihadisten unter den Anwesenden. Ermittler der UN-Mission MINUSMA zufolge starben bei jenem Luftangriff 19 Zivilisten und drei Angehörige einer dschihadistischen Miliz.
Beobachter warfen den von Frankreich und Deutschland und weiteren Nationen ausgebildeten malischen Soldaten Menschenrechtsverletzungen vor. In Boulkessi (einem Dorf an der Grenze zu Burkina Faso), bei dem das malische Militär einen Stützpunkt unterhält, starben in und um Boulkessi so viele Zivilisten durch Einsätze der malischen Armee wie in kaum einer anderen Region Malis. Laut Daten der Nichtregierungsorganisation Armed Conflict Location and Event Data Project starben in den Jahren von 2018 bis einschließlich 2020 insgesamt 153 Zivilisten in Boulkessi durch das malische Militär. Teilweise waren jene Menschen zuvor von gemeinsamen Patrouillen der französischen und malischen Armee festgenommen und später tot aufgefunden worden. Ein Jahr später hatten sämtliche verbliebenen Dorfbewohner Boulkessi verlassen.

## Beendigung der Operation
Die Militäroperation der französischen Streitkräfte in den fünf Sahelstaaten kostete nach Angaben französischer Medien 700 Millionen Euro im Jahr.
Die Operation verbesserte die Sicherheitslage insgesamt nicht. Beobachter konstatierten, dass örtliche Politiker anti-französische Ressentiments nutzen, um von eigener Untätigkeit und Missmanagement abzulenken.
Am 10. Juni 2021 kündigte Präsident Emmanuel Macron das Ende der Operation Barkhane an „als externe Operation, um den Armeen der Länder in der Region, die dies wünschen, eine Operation zur Unterstützung, Unterstützung und Zusammenarbeit zu ermöglichen“. Diese Ankündigung ist Teil des politischen Willens Frankreichs, seine Militärpräsenz in der Region mittelfristig zu reduzieren, und stützte sich gleichzeitig auf die von Frankreich initiierten Task Force Takuba, die ca. 600 Soldaten europäischer Spezialeinheiten in der Sahelzone vereinen sollte.